# Internationale Fechtmeisterschaften 1932
Die  Fechtweltmeisterschaft 1932 fanden in Kopenhagen statt. Es wurde mit der Mannschaftskonkurrenz der Damen im Florett nur ein Wettbewerb ausgetragen.

## Damen

### Florett, Mannschaft
| Platz | Land            | Sportlerinnen                                                                                |
| ----- | --------------- | -------------------------------------------------------------------------------------------- |
| 1     | Dänemark        | Ulla Barding, Aase Holgersen, Inger Klingt, Gerda Munck, Grete Olsen, Mitzi With             |
| 2     | Österreich      | Grete Friedmann, Elisabeth Grasser, Ellen Müller-Preis, Frieda von Gregurich, Fritzi Wenisch |
| 3     | Deutsches Reich | Roething Lindinger, Tilly Merz, Erna Sondheim, Rotraud von Wachter                           |

## Medaillenspiegel
| Platz | Land            | Gold | Silber | Bronze | Gesamt |
| ----- | --------------- | ---- | ------ | ------ | ------ |
| 1     | Dänemark        | 1    | −      | −      | 1      |
| 2     | Österreich      | −    | 1      | −      | 1      |
| 3     | Deutsches Reich | −    | −      | 1      | 1      |